# Cornel Lazăr
Cornel Lazăr (n. 1863, Beliu – d. 19 noiembrie 1931, Timișoara) a fost un delegat în Marea Adunare Națională de la Alba Iulia, organismul legislativ reprezentativ al „tuturor românilor din Transilvania, Banat și Țara Ungurească”, cel care a adoptat hotărârea privind Unirea Transilvaniei cu România, la 1 decembrie 1918.

## Biografie
Cornel Lazăr a studiat la liceul din Beiuș, dându-și examenul de bacalaureat la Oradea. A urmat cursurile Institutului Teologic din Arad. La începutul carierei sale, în perioada 1888 - 1905, a fost preot în comuna Almaș din județul Arad. În anul 1905 a fost ales cu unanimitate de voturi, în funcția de protopop-presbiter al Hălmagiului, funcție pe care a exercitat-o până la decesul său, în 1931. De asemenea, a exercitat și funcția de inspector pe lângă școlile confesionale din Hălmagiu. A fost implicat într-un incident în urma căruia i s-au retras toate drepturile de ajutor financiar din partea statului maghiar, din cauza faptului că a refuzat să dea ascultare ordinului din partea autorităților maghiare, ce consta în afișarea pe frontispiciul școlii confesionale din Hălmagiu a  unei table cu denumirea școlii în limba maghiară. S-a implicat în renovarea și pictarea bisericii din Hălmagiu, precum și în edificarea și renovarea mai multor școli confesionale din protopopiat. A fost membru pe viață al societății culturale ASTRA, membru al Reuniunii Învățătorilor din județul Arad, precum și militant activ în mișcarea memorandistă. A decedat la 19 noiembrie 1931.:p. 171-172

## Activitatea politică

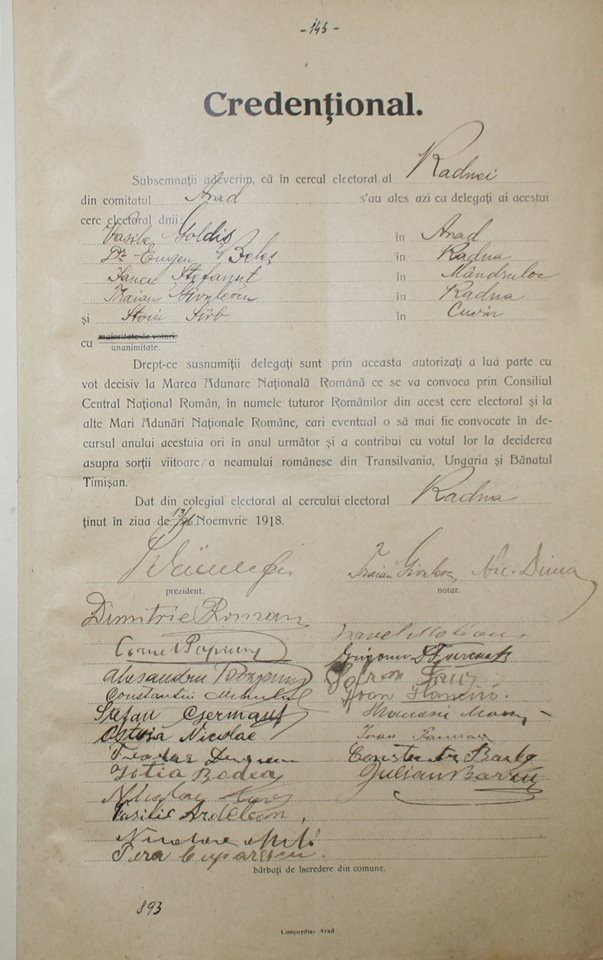
Credențional

A fost președinte al clubului P.N.R. din Hălmagiu.Ca deputat în Adunarea Națională din 1 decembrie 1918 a reprezentat, ca delegat de drept, Protopopiatul Hălmagiu.:p. 172

## Recunoașteri
A fost decorat cu ordinul Coroana României și Răsplata muncii pentru biserică, clasa I.:p. 172